# Hyphessobrycon ecuadoriensis
Hyphessobrycon ecuadoriensis är en fiskart som beskrevs av Eigenmann och Henn, 1914. Hyphessobrycon ecuadoriensis ingår i släktet Hyphessobrycon och familjen Characidae. Inga underarter finns listade i Catalogue of Life.